# 小坂製錬
小坂製錬株式会社（こさかせいれん）は、金、銀、銅や鉛、錫などのリサイクル製錬を行うDOWAホールディングス傘下のDOWAメタルマインの事業子会社。秋田県鹿角郡小坂町に本社および製錬所を置く。
過去には小坂製錬所で製造された濃硫酸を輸送するため、大館市の大館駅と小坂町の小坂駅を結ぶ鉄道として小坂線を所有していたが、同線による製品輸送は2008年3月で終了し、2009年4月1日に同線を廃止した。
2011年、米ビジネス誌 Fast Company の世界の最も革新的な企業の14位にランクインした。

## 沿革
- 1884年9月18日 - 藤田組（後の同和鉱業、現・DOWAホールディングス）、政府から小坂鉱山の払い下げを受け創業。
- 1989年
  - 5月12日 - 同和鉱業から小坂製錬株式会社が分離。
  - 10月1日 - 同和鉱業から、小坂線を譲受[4]。
- 1999年10月 - ISO 9002の認証を取得。
- 2007年2月末 - 小坂製錬が濃硫酸の製造を停止。
- 2008年
  - 3月 - 小坂線による出荷も終了。
  - 3月17日 - 東北運輸局に小坂線の事業休止届を提出。
  - 9月18日 - 東北運輸局に小坂線の事業廃止届を提出。
- 2009年
  - 4月1日 - 小坂線廃止。
  - 10月1日 - 登記上の本店を秋田県鹿角郡小坂町に移転。

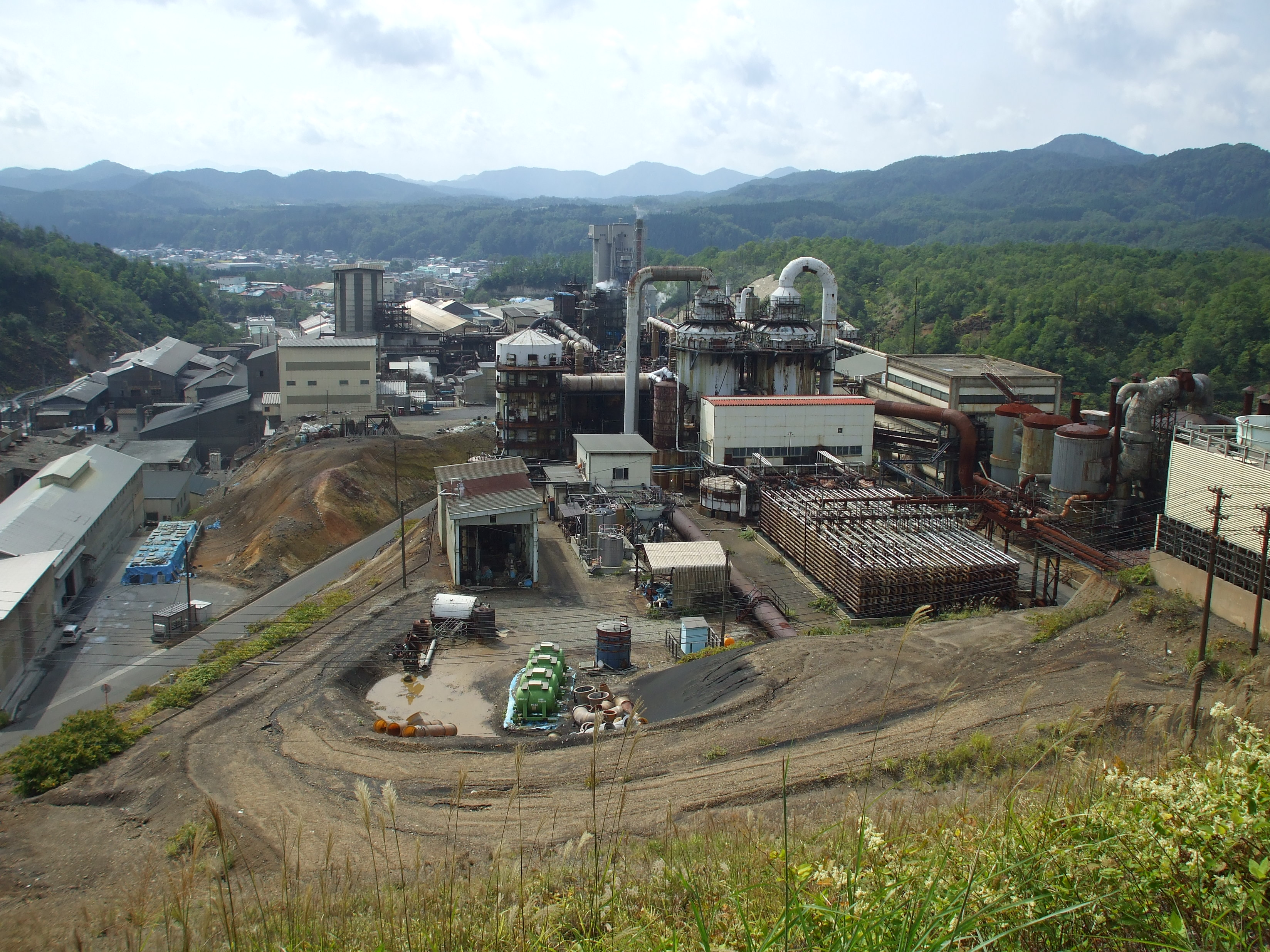
小坂鉱山山神社から撮影した小坂製錬と小坂町。